# Comtat de Prades
El comtat de Prades, nom simplificat a causa del seu ús generalitzat del comtat de les Muntanyes de Prades, és un títol nobiliari català erigit el 1324 pel rei Jaume II d'Aragó a favor del seu fill, l'infant Ramon Berenguer. Antigament la seva jurisdicció senyorial comprenia totes les torres, viles i castells de les localitats d'Altafalla, Falset i Móra d'Ebre, els llocs de Marçà i Pratdip i, així mateix, comprenia tota la baronia d'Entença. Tanmateix, el castell principal del comtat, pel que respecta a residència i administració, va ser el de Falset. El 1341 Ramon Berenguer va permutar el comtat de Prades pel d'Empúries amb el seu germà Pere, que també era comte de Ribagorça. Amb el pas dels anys, fruit dels entroncaments familiars, el títol va passar a la casa de Cardona, de nou als Aragó, ducs de Sogorb i comtes d'Empúries, als Fernández de Córdoba, amb un breu incís del llinatge de la Cerda, ducs de Medinaceli, per acabar novament en mans de la casa de Córdoba.

## Llista de comtes de Prades
| [ 2 ]                           | Titular                                  | Període       | Relació               | Consort/s                                                       |
| Casal d'Aragó                   | Casal d'Aragó                            | Casal d'Aragó | Casal d'Aragó         | Casal d'Aragó                                                   |
| ------------------------------- | ---------------------------------------- | ------------- | --------------------- | --------------------------------------------------------------- |
| I                               | Ramon Berenguer d'Aragó                  | 1324-1341     | Primer titular        | Blanca de Tàrent i Maria de Xèrica                              |
| II                              | Pere d'Aragó                             | 1341-1358     | Germà de l'anterior   | Joana de Foix                                                   |
| III                             | Joan de Prades-Aragó                     | 1358-1414     | Fill de l'anterior    | Sança Eiximenis d'Arenós                                        |
| IV                              | Joana de Prades-Aragó                    | 1414-1441     | Neta de l'anterior    | Joan Ramon Folc de Cardona                                      |
| Casal de Cardona                |                                          |               |                       |                                                                 |
| V                               | Joan Ramon Folc de Cardona               | 1441-1486     | Fill de l'anterior    | Joana d'Urgell                                                  |
| VI                              | Joan Ramon Folc de Cardona               | 1486-1513     | Fill de l'anterior    | Aldonza Enríquez                                                |
| VII                             | Ferran Folc de Cardona                   | 1513-1543     | Fill de l'anterior    | Francisca Manrique de Lara i Isabel Agustí                      |
| VIII                            | Joana de Cardona                         | 1543-1564     | Filla de l'anterior   | Alfons d'Aragó                                                  |
| Casal d'Aragó                   |                                          |               |                       |                                                                 |
| IX                              | Francesc d'Aragó                         | 1564-1572     | Fill de l'anterior    | Ángela de Cárdenas                                              |
| X                               | Joana d'Aragó                            | 1572-1578     | Germana de l'anterior | Diego Fernández de Córdoba                                      |
| Casal dels Fernández de Córdoba |                                          |               |                       |                                                                 |
| XI                              | Lluís Ramon Folc d'Aragó-Cardona-Córdoba | 1578-1596     | Fill de l'anterior    | Ana Enríquez de Cabrera                                         |
| XII                             | Enric d'Aragó-Cardona-Córdoba            | 1596-1608     | Fill de l'anterior    | Juana de Rojas i Catalina Fernández de Córdoba                  |
| XIII                            | Lluís d'Aragó-Cardona-Córdoba            | 1608-1670     | Fill de l'anterior    | Mariana de Sandoval-Rojas i María Teresa de Benavides           |
| XIV                             | Joaquim d'Aragó-Cardona-Córdoba          | 1670          | Fill de l'anterior    | Sine nuptiae                                                    |
| XV                              | Pere Antoni d'Aragó-Cardona-Córdoba      | 1670-1676     | Oncle de l'anterior   | Jerónima de Guzmán, Ana Fernández de Córdoba i Ana de la Cerda  |
| XVI                             | Caterina d'Aragó-Cardona-Córdoba         | 1676-1697     | Neboda de l'anterior  | Juan Francisco de la Cerda                                      |
| Casal de la Cerda               |                                          |               |                       |                                                                 |
| XVII                            | Luis Francisco de la Cerda               | 1697-1711     | Fill de l'anterior    | María de las Nieves Téllez-Girón                                |
| Casal dels Fernández de Córdoba |                                          |               |                       |                                                                 |
| XVIII                           | Nicolás Fernández de Córdoba             | 1711-1739     | Nebot de l'anterior   | Jerónima Spínola                                                |
| XIX                             | Luis Antonio Fernández de Córdoba        | 1739-1768     | Fill de l'anterior    | Maria Teresa de Montcada i María Francisca Pignatelli de Aragón |
| XX                              | Pedro de Alcántara Fernández de Córdoba  | 1768-1786     | Fill de l'anterior    | María Francisca Gonzaga i María Petronila Pimentel              |
| XXI                             | Luis María Fernández de Córdoba          | 1786-1806     | Fill de l'anterior    | Joaquina M. de Benavides                                        |
| XXII                            | Luis Joaquín Fernández de Córdoba        | 1806-1840     | Fill de l'anterior    | María de la Concepción Ponce de León                            |
| XXIII                           | Luis Tomás Fernández de Córdoba          | 1840-1873     | Fill de l'anterior    | Ángela Apolonia Pérez de Barradas                               |
| XXIV                            | Luis María Fernández de Córdoba          | 1873-1879     | Fill de l'anterior    | María Luisa Fitz-James Stuart                                   |
| XXV                             | Luis Jesús Fernández de Córdoba          | 1879-1956     | Fill de l'anterior    | Ana María Fernández de Henestrosa                               |
| XXVI                            | Victoria Eugenia Fernández de Córdoba    | 1956-2013     | Filla de l'anterior   | Rafael de Medina                                                |
| XXVII                           | Victoria von Hohenlohe-Langenburg        | 2018-Avui     | Besneta de l'anterior | Maxime Corneille Iribarren                                      |